# Coëx

Coëx este o comună în departamentul Vendée, Franța. În 2009 avea o populație de 2.997 de locuitori.